# Bolinder Bluff
Das Bolinder Bluff ist ein markantes Kliff an der Nordküste von King George Island im Archipel der Südlichen Shetlandinseln. Es überragt 5 km südöstlich des False Round Point die Venus Bay. Sein Gipfelgrat wird gekrönt von drei Felssäulen aus dunkelgrauem und hellbraunem Gestein.
Das Kliff ist seit den 1820er Jahren Robbenfängern bekannt, die im nahegelegenen Esther Harbour ankerten. Kartiert und benannt wurde es 1937 von Wissenschaftlern der britischen Discovery Investigations. Namensgebend war der Umstand, dass der Schaden an einem Bootsmotor des schwedischen Herstellers Bolinder-Munktell sechs Expeditionsteilnehmer dazu zwang, neun Tage lang an einem Strand nahe dem Kliff auf Hilfe zu warten.